# Hypoestes lasioclada
Hypoestes lasioclada är en akantusväxtart som beskrevs av Christian Gottfried Daniel Nees von Esenbeck. Hypoestes lasioclada ingår i släktet Hypoestes och familjen akantusväxter. Inga underarter finns listade i Catalogue of Life.